# 수력 방적기

1775년경으로 추정되는 가장 오래된 아크라이트 수력 방적기 (사진 © Science Museum 이사회 / CC BY-NC-SA 4.0)

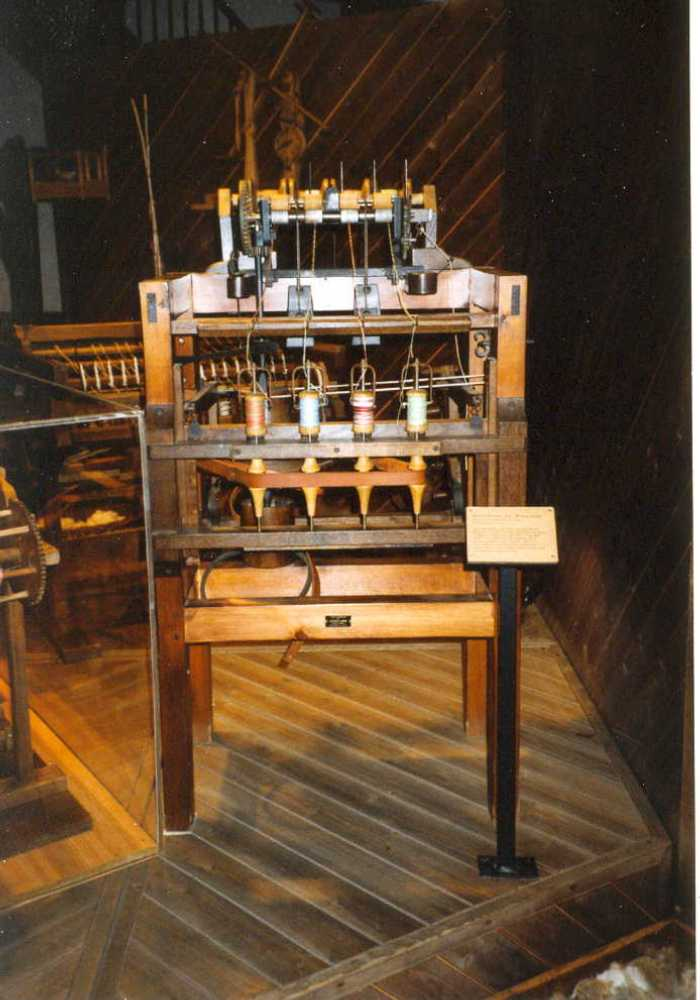
부퍼탈 초기 산업화 박물관에 있는 수력 방적기 모형.

수력 방적기는 물레방아로 구동되는 방적기이다.

## 역사
1769년 기술 특허를 받은 리처드 아크라이트는 1765년에 처음 사용된 면사 생산용 모델을 설계했다. 아크라이트 수력 방적기는 한 번에 96개의 실을 뽑을 수 있어 이전보다 훨씬 쉽고 빠른 방법이었다. 이 설계는 부분적으로 아크라이트에게 고용된 시계공 존 케이가 토마스 하이스를 위해 만든 방적기를 기반으로 했다. 수력으로 작동하여 "제니 방적기"보다 더 강하고 단단한 실을 생산했으며, 현대 공장 시스템의 도입을 촉진했다.
직물 생산을 위한 또 다른 수력 방적기는 1760년 프로이센의 초기 산업화 도시 엘버펠트(현재 독일, 부퍼탈)에서 독일 표백 공장 소유주인 요한 하인리히 보크뮐이 개발했다.
수력 방적기라는 이름은 여러 방적기를 구동하기 위해 물레방아를 사용한 데서 유래한다. 물레방아는 인간 작업자보다 방적기에 더 많은 동력을 제공하여 필요한 인력을 줄이고 방추 수를 크게 늘렸다. 그러나 제니 방적기와 달리 수력 방적기는 1779년 새뮤얼 크럼프턴이 두 발명품을 결합하여 더 효과적인 뮬 정방기를 만들 때까지 한 번에 하나의 실만 뽑을 수 있었다.
수력 방적기는 원래 아크라이트와 그의 동업자들이 노팅엄에 지은 공장에서 말의 힘으로 작동했다. 1770년, 아크라이트와 그의 동업자들은 더비셔주, 크롬포드에 수력 공장을 지었다.

## 크롬포드
1771년, 아크라이트는 더비셔주 더원트강변의 크롬포드 면직물 공장에 수력 방적기를 설치하여 단순히 노동자를 모으는 것이 아니라 기계를 수용하기 위해 특별히 지어진 최초의 공장 중 하나를 만들었다. 이는 일광 시간 대신 시계에 따라 작업 시간이 결정되고, 단순히 계약하는 것이 아니라 고용되는 최초의 사례 중 하나였다. 최종 형태에서는 소면기와 결합되어, 원료에서 완제품까지 일련의 작업에서 연속 공정을 사용하는 최초의 공장이었다.
아크라이트는 수력, 수력 방적기, 연속 생산을 현대적인 고용 관행과 결합하여 공장 시스템 발전에 중요한 역할을 했다.

## 국제적 성공
수력 방적기는 산업 혁명 발전에 중요한 역할을 했다. 처음에는 잉글랜드에서 그랬지만, 곧 독일 기업가 요한 고트프리트 브뤼겔만이 극비에 부쳐져 있던 기술의 세부 사항을 알아내는 데 성공하면서 유럽 대륙으로도 퍼져나갔다. 이 기술의 세부 사항을 누설하는 것은 사형에 처해질 수 있었다. 브뤼겔만은 작동하는 수력 방적기를 만들고 이를 사용하여 1783년 라팅엔에 대륙 최초의 방적 공장인 크롬포드 직물 공장을 열었는데, 이 공장 역시 "크롬포드"라고 불렸으며, 이곳에서 기술이 전 세계로 퍼져나갔다. 오늘날 이 공장 건물은 박물관으로 사용되고 있으며, 작동하는 수력 방적기를 볼 수 있는 세계 유일의 장소이다.
새뮤얼 슬레이터는 1774년 영국이 직물 노동자의 출국을 금지한 것을 회피하고 수력 방적기의 건설 세부 사항을 암기하여 아메리카로 가져왔다. 그는 1789년 뉴욕으로 떠났다. 모제스 브라운과 슬레이터는 1793년 로드아일랜드주, 포터킷에 슬레이터 방적 공장을 설립하기 위해 협력했는데, 이는 미국에서 실을 만드는 최초의 수력 기계였다.